# Doble diamante (modelo de proceso de diseño)

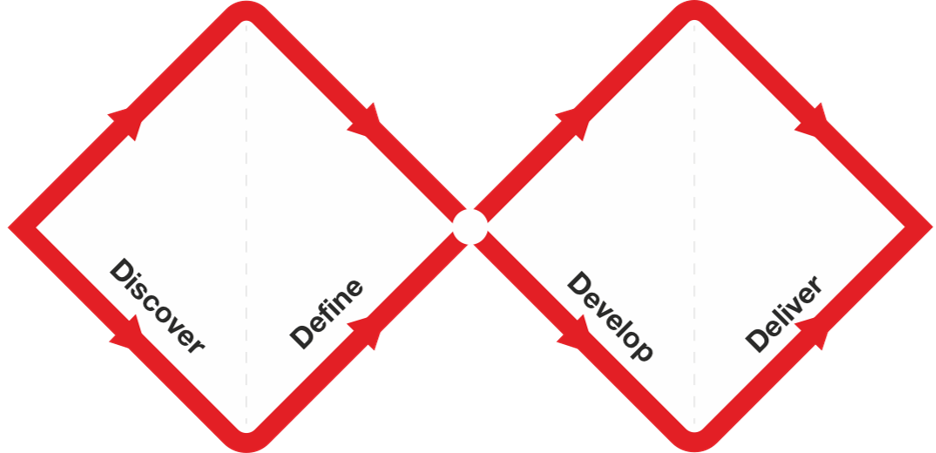
Representación visual del Design Council de su proceso de innovación y diseño Double Diamond.

Doble diamante (del término "double diamond" en inglés) es el nombre de un modelo de proceso de diseño popularizado por el British Design Council en 2005, y adaptado del modelo de divergencia-convergencia propuesto en 1996 por el lingüista húngaro-estadounidense Béla H. Bánáthy. Los dos diamantes representan un proceso para la exploración de un tema (pensamiento divergente) y toma de decisiones y segregación de alternativas (pensamiento convergente). El modelo sugiere que el proceso de diseño debería tener cuatro fases:
- Descubrir: comprender el problema en lugar de simplemente asumirlo. Implica explorar alternativas, hablar y pasar tiempo con personas afectadas por los problemas.
- Definir: la información recopilada en la fase de descubrimiento puede ayudar a definir el desafío de una manera diferente. Implica definir un encuadre.
- Desarrollar: Dar diferentes respuestas al problema claramente definido, buscando inspiración en otros lugares y codiseñando con una variedad de personas diferentes.
- Entregar: Implica probar diferentes soluciones a pequeña escala, rechazar aquellas que no funcionarán y mejorar las que sí funcionarán.[5]

Para celebrar los 20 años del modelo de Doble Diamante en 2023, el Design Council lanzó una representación visual bajo una licencia abierta y creó una plantilla de Mural.